# Liste der griechischen Botschafter in Österreich
Liste der griechischen Gesandten und Botschafter in Österreich. Die griechische Botschaft befindet sich seit 1921 im Palais Vrints zu Falkenstein, an der Argentinierstraße 14 im 4. Wiener Gemeindebezirk Wieden.

## Missionschefs
- 1834–1856: Georg Simon von Sina
- 1854–1857: Konstantin Schinas

...
- 1897–1910: Gregorios Manos
- 1910–1913: Georgios Streit

...
- 1948–1951: Jean Kindynis
- 1951–1954: Charilaos Zamarias
- 1954–1957: Pindarous Androullis
- 1957–1960: Theodore A. Griva Gardikioti

...
- 2007–2011: Panagiotis Zografos
- 2011–2014: Themistoklis Dimidis
- seit 2014: Chryssoula Aliferi